# Uarini
Uarini es un municipio brasileño del interior del estado del Amazonas, Región Norte del país. Forma parte de la Mesorregión del Centro Amazonense y de la Microrregión de Tefé. Su población, de acuerdo con el Instituto Brasileño de Geografía y Estadística (IBGE), era de 13 276 habitantes en 2016.

## Historia
Su historia esta vinculada a la de Tefé, que remonta a la aldea fundada en el fin del siglo XVII por el jesuita Samuel Fritz. Hasta fines del siglo XVII se sucedieron las disputas entre españoles y portugueses por el dominio del territorio, sólo consolidándose la ocupación militar lusitana en 1790. Como municipio, Tefé llegó a poseer un área de 500.000 km². A partir de mediados del siglo XIX, se fueron sucediendo desmembramientos de su territorio, para dar origen a los nuevos municipios de São Paulo de Olivença, Coari, Fuente Buena, São Felipe (actual Eirunepé), Xibauá (actual Carauari) Japurá y Maraã.
A finales de 1981, Tefé presentaba una estructura administrativa en la que estaban previstos cinco subdistritos: Tefé, Caiambé, Alvarães, Jarauá y Uarini. Por los nuevos desmembramientos determinados por la Enmienda Constitucional n.º 12 de 10 de diciembre de 1981, el subdistrito de Uarini pasó a constituir municipio autónomo.

## Geografía
Su población estimada en 2016 era de 13 276 habitantes.

## Economía
- Sector Primario
  - Agricultura: es la actividad económica más productiva, con especial destaque en el cultivo de la mandioca, de la cual se fabrica la harina de Uarini. La castaña de pará está en segundo lugar en la economía. Tiene cultivos de arroz, frijol, juta, malva, maíz y caña de azúcar entre los cultivos temporales y de mango, aguacate, banana, naranja y limón entre los de carácter permanente.
  - Pecuaria: en términos económicos la pecuaria tiene papel insignificante.
  - Avicultura: practicada en moldes esencialmente domésticos, vueltos para la subsistencia y consumo local, no generando renta para las familias.
  - Extrativismo Vegetal: alcanza su mayor expresión en lo que se refiere la explotación de los seringais nativos, castaña de pará y madera.
- Sector Secundario
  - Industrias: olaria, panificadoras, marcenarias, movelarias y metalúrgicas.
- Sector Terciario
  - Comercio: minorista.

De los 5 municipios del país que tuvieron una caída en el IDHM entre 1991 y 2000, tres son del Amazonas: Uarini, cuyo IDHM pasó de 0,611 para 0,599; Silbes, de 0,684 para 0,675; y São Sebastião del Uatumã, de 0,661 para 0,659. Eso ocurrió, única y exclusivamente, a causa de los decrecimientos registrados en la dimensión de la renta, que no fueron compensados por los incrementos positivos constatados en las dimensiones de longevidad y educación.